# Henkel
Pour les articles homonymes, voir Henkel (homonymie).
Henkel AG & Co. KGaA est une entreprise allemande présente dans trois domaines d'activités : les détergents et l'entretien domestique (28 % du chiffre d’affaires en 2013), les cosmétiques (21 %), et les colles et adhésifs (50 %).
Créé en 1876, Henkel détient des positions fortes, auprès des industriels comme des consommateurs, avec des marques comme Le Chat, Mir, Super Croix, X-TRA, Minidou, Schwarzkopf, Diadermine, Vademecum, Pritt, Pattex, Rubson ou encore Loctite.
Employant 51 350 personnes, le groupe a réalisé un chiffre d’affaires de 18,714 milliards d’euros, soit une hausse des ventes de 3,5 % (organiquement : +3,1 %) et un résultat d’exploitation ajusté de 3,172 milliards d’euros en 2016. Les actions préférentielles Henkel sont listées à l’indice boursier allemand DAX.

## Histoire

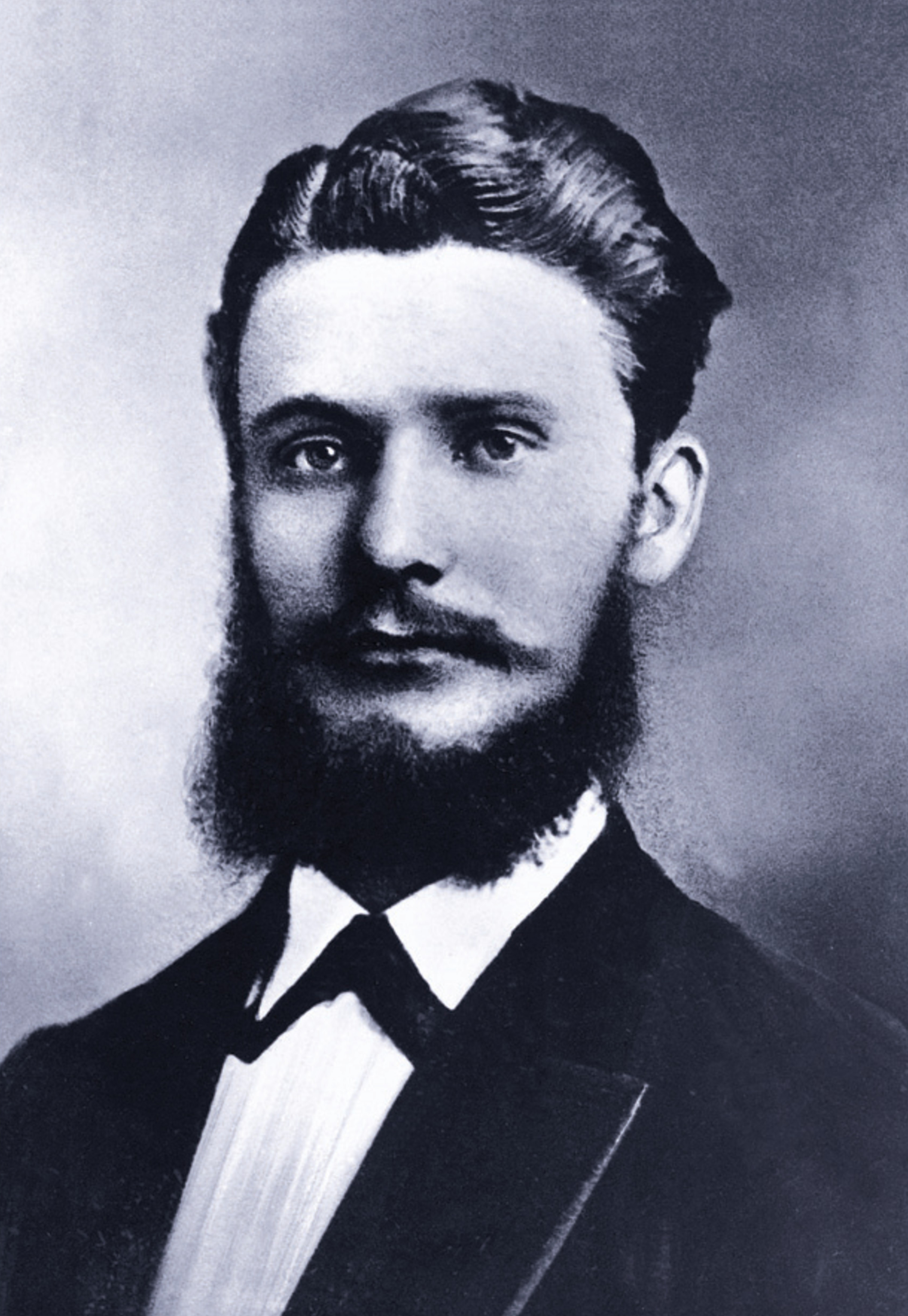
Fritz Henkel

Henkel est fondé en 1876 à Aix-la-Chapelle par Fritz Henkel. En 1886, le premier bureau d'export ouvre à Vienne en Autriche. En 1898, Hans Schwarzkopf ouvre une petite droguerie à Berlin. En 1900, les activités de production débutent à Düsseldorf - Holthausen.
En 1903, Henkel crée le premier shampooing capillaire par la société Schwarzkopf. En 1907, Henkel met sur le marché sa marque Persil, « première lessive autoréactive du monde » selon Henkel. En 1922, Henkel commence sa production de colles de synthèse. En 1929, Henkel met sur le marché la première colle de synthèse au monde. À la suite de la découverte de l'hydrogénation qui permet la transformation d'huile en graisses solides, et dans un contexte de pénurie allemande sur les graisses animales et végétales dues à la politique d'autarcie menée par le régime nazi, Henkel met sur pied, en 1936-1937, l'une des trois premières flottes allemandes de chasse à la baleine . En 1945, l'usine Persil à Genthin est nationalisée par l'URSS.

### Croissance post-guerre
En 1948, Henkel créé Poly Color (shampooing de coloration). En 1954, Henkel met en vente du savon de toilette Fa. En 1967, Henkel invente la colle en bâton. En 1969, Henkel met sur le marché le premier tube de colle Pritt. En 1975, Henkel devient une société en commandite par actions (SCA). En 1985, Henkel ouvre son capital social sur la bourse allemande. En 1986, Henkel acquiert l'Union Générale des Savonneries de Marseille, qui possédait la marque Le Chat, acquise en 1975 lors de la prise de contrôle d'Unipol (Union des Industries de Produits Oléagineux). En 1987, Henkel acquiert les activités de Lesieur-Cotelle dans le domaine des produits d'entretien. Henkel, qui possédait déjà Mir depuis l'acquisition d'une partie des marques de Cotelle et Foucher, récupère les marques de poudre à récurer Bref, les détergents liquides Minidou, Rex et Super Croix. Mais les marques Javel La Croix et Persavon doivent être cédées à Colgate Palmolive pour des raisons de concurrence, Henkel possédant déjà Bref Javel Net et Le Chat.

### Acquisitions post-réunification
En 1990, Henkel se réapproprie l'usine Persil à la suite de la chute du Mur de Berlin. En 1990, Henkel rachète la marque Rubson. En 1995, Henkel rachète Schwarzkopf. En 1997, Henkel reprend Loctite, et devient, selon ses propres indications, le « leader mondial des colles ». En 1999, Henkel dissout sa branche de produits chimiques, qui est transférée à la société Cognis, nouvellement créée. En 2001, Henkel vend Cognis à un groupe d'investissement. En 2004, Henkel acquiert Concorde (traitement des eaux) et Indola. En 2005, Henkel acquiert Dial, ARL & Sovereign Specialty Chemical et la filiale étanchéité de Rhodia. En 2006, Henkel acquiert via Dial les marques de soins du corps Right Guard, Soft & Dri et Dry Idea.
Le 20 août 2007, AkzoNobel acquiert pour huit milliards de livres la société britannique ICI et revend ses activités dans les adhésifs et ses activités chimiques destinés à l'industrie électronique à Henkel, pour quatre milliards d'euros.
En juin 2014, Henkel acquiert les marques américaines SexyHair, Alterna et Kenra pour 270 millions d'euros. En juin 2014, Henkel acquiert de BC Partners pour 940 millions de dollars, l'entreprise française Spotless, propriétaire notamment des marques Eau Ecarlate, K2r, Catch et Vigor. En octobre 2015, Henkel annonce la suppression de 1 200 postes notamment dans les adhésifs et en Chine.
En juin 2016, Henkel annonce l'acquisition de Sun Products, un fabricant de lessive, pour 3,6 milliards de dollars. En mars 2017, Henkel annonce faire une offre sur Darex, filiale emballage de GCP, pour environ un milliard de dollars, dettes comprises. En octobre 2017, Henkel acquiert les activités de shampooing américaines de Shiseido pour 483 millions de dollars.
En juillet 2021, Henkel annonce l'acquisition Swania, entreprise française possédant notamment la marque Maison Verte. En parallèle, le groupe allemand revend quelques marques à Héritage, entreprise créée peu après, par les anciens employés de Swania.

## Principaux actionnaires
Au 2 janvier 2020 :
| MFS International                 | 5,51 % |
| DWS Investment                    | 3,13 % |
| Norges Bank Investment Management | 3,05 % |
| The Vanguard Group                | 2,86 % |
| DWS Investments                   | 2,24 % |
| Henkel AG & Co.                   | 2,07 % |
| BlackRock Investment Management   | 2,05 % |
| Invesco Advisers                  | 1,97 % |
| Franklin Mutual Advisers          | 1,89 % |
| Platinum Investment Management    | 1,65 % |

## Organisation

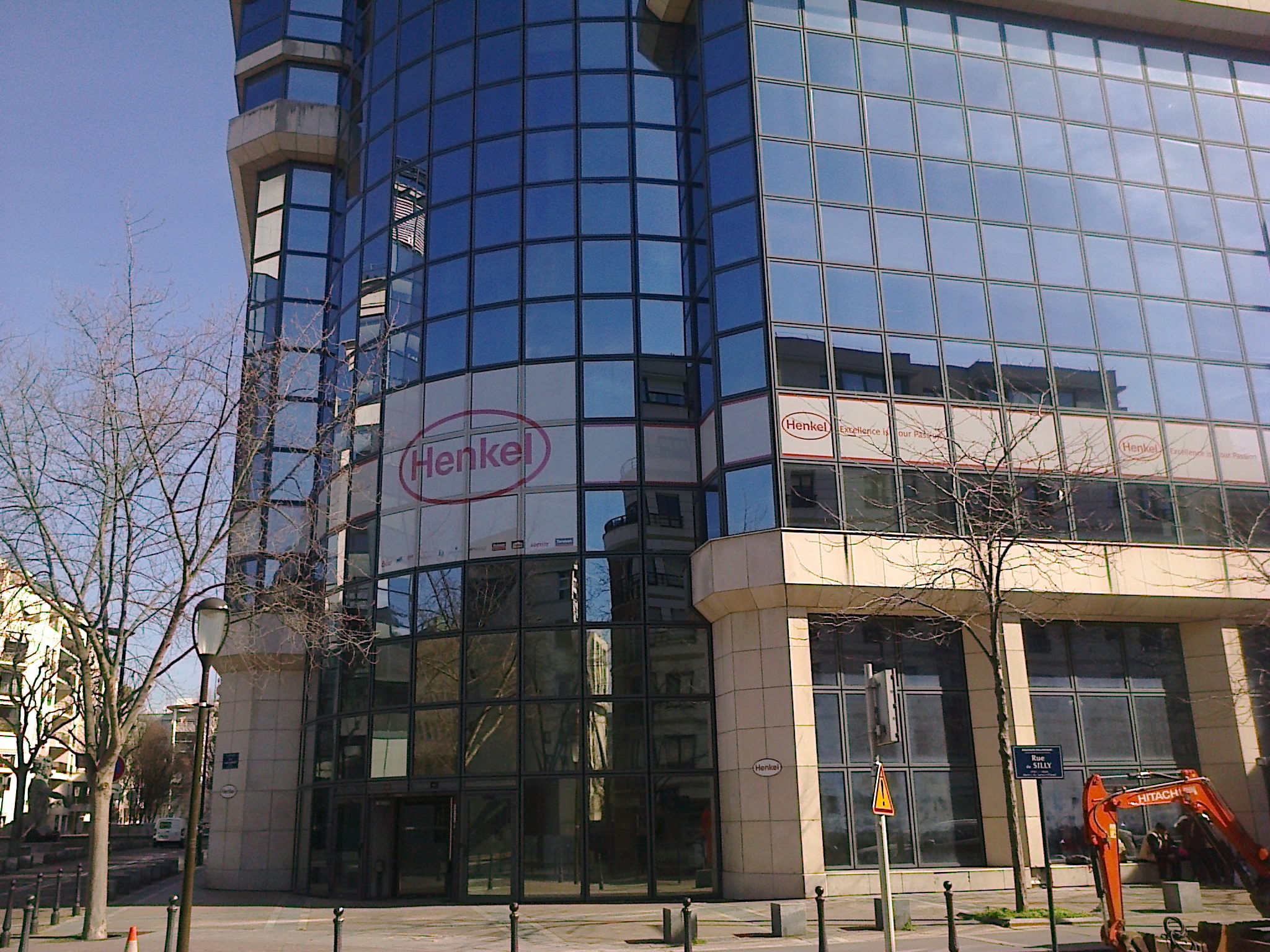
La maison-mère française de Henkel à Boulogne-Billancourt.

Le siège social international est basé à Düsseldorf.

## Marques
Les marques internationales du groupe comme Fa ou Loctite, cohabitent avec des marques locales comme Le Chat ou Rubson.
Les domaines d'application du groupe Henkel sont : entretien de la maison, bricolage, soin du corps, cosmétique ou encore adhésifs dans l'industrie du transport, de l’électronique ou de l’emballage.
En 2008, Henkel possédait environ 750 marques au total et déclarait vouloir réduire ce portefeuille ; le groupe a confirmé cette intention lors de la présentation des résultats de 2019. 

### Liste non exhaustive des marques

#### Colles et adhésifs
- Loctite (Super Glue 3), une marque de colles fortes
- Metylan (de), une marque de colles pour papier peint, créée en 1953
- Pattex, une marque de produits de collages divers, créée en 1956
- Pritt, une marque de colles dédiées aux écoliers
- Rubson, une marque de produits pour lutter contre l’humidité, créée en 1957
- Tangit, une marque de colles spéciales pour plomberie et sanitaires, créée en 1963

#### Beauté et cosmétiques

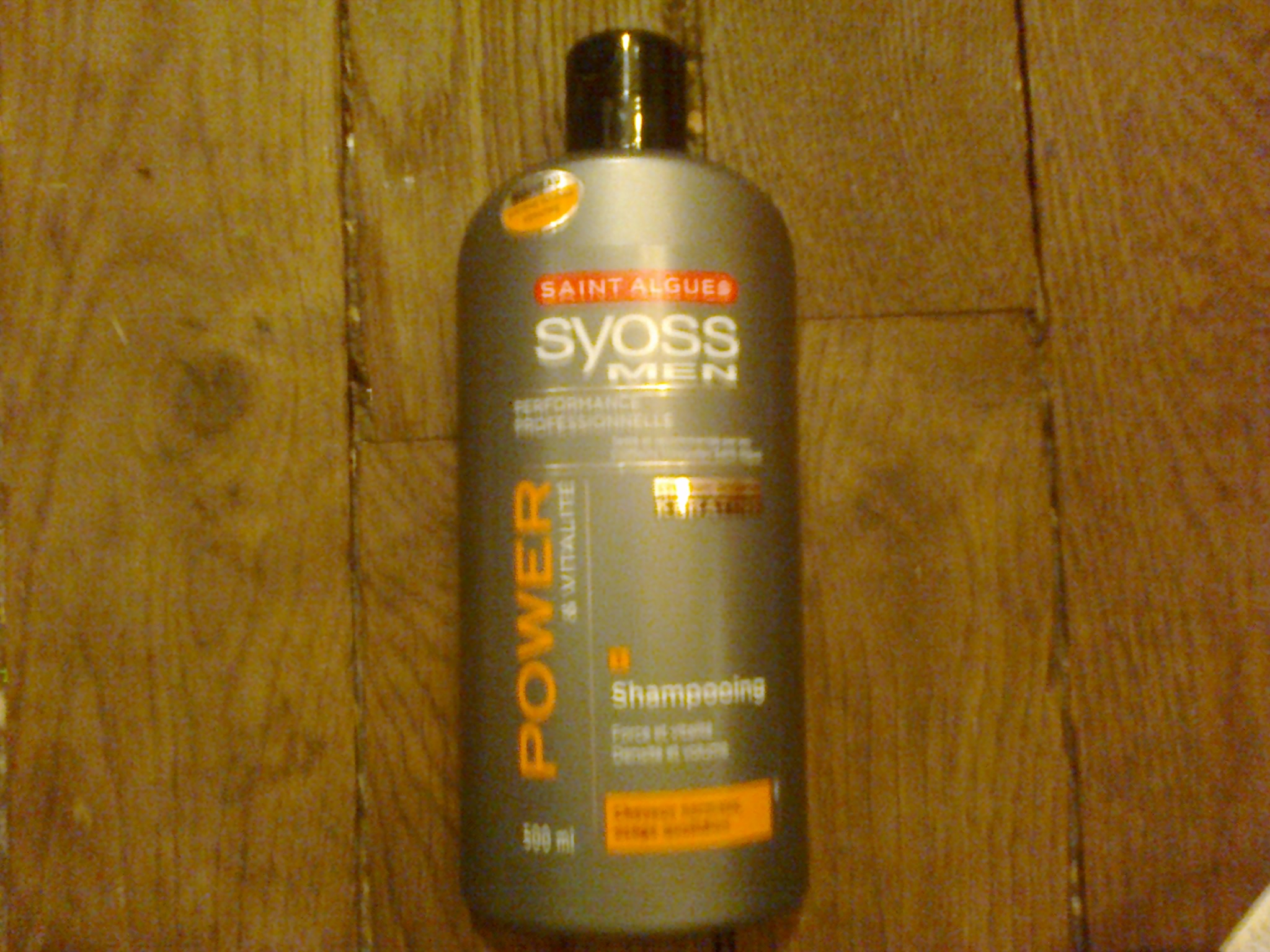
Bouteille Saint-Algue Syoss men.

- Color Mask, la première coloration masque, créée en 2012
- Couleur Ultime, une coloration réutilisable, créée en 2013
- Denivit (sv), une marque de dentifrice, créée en 1978
- Diadermine, une marque de soins pour le visage, créée en 1904[24]
- Fa (en), une marque de soins pour le corps, créée en 1954
- Gliss, une gamme de soins pour les cheveux abîmés, créée en 2011
- Men Perfect, une marque de coloration cheveux pour hommes
- Mont Saint Michel parfums, une marque d’eaux de Cologne, créée en 1920
- Nordic Blonde, une gamme de coloration dédiée aux blondes, créée en 2006
- Perfect Mousse, une gamme de coloration mousse, créée en 2010
- Soyance, une gamme de coloration pour des cheveux, créée en 1998
- Saint Algue Palette, une gamme de coloration pour cheveux, créée en 2012
- Saint Algue Syoss, une gamme de soins capillaires
- Scorpio, une marque de parfum masculin
- Schwarzkopf, une marque dédiée à l’univers du cheveu, créée en 1898
- Schwarzkopf Professional, une marque dédiée à l'univers du cheveu en salons de coiffure avec les gammes Igora, Essensity, BlondMe ou encore BC Hairtherapy
- Taft, une marque de produits coiffants, créée en 1955
- Teraxyl, une marque de produits dentaires, créée en 1979[25]
- Vademecum, une marque de dentifrices aux plantes, créée en 1892

#### Détergents et produits d'entretien
- Bref, une marque de produits d’entretien
- Decap Feu, une gamme de produits nettoyants pour la cheminée, créée en 2009
- Instanet, une marque de produits d’entretien
- Le Chat, une marque de lessive, créée en 1853
- Mir Vaisselle, une marque de produit vaisselle, créée en 1968
- Isis, une marque de lessive algérienne, créée en 1968
- Pril Isis, une marque algérienne de produits d'entretien
- Super Croix, une marque de lessive parfumée
- X-TRA, une marque de lessive
- K2R, un détacheur
- Decap Insert et Barbecue 2 en 1, une gamme de produit d'entretien pour les inserts et les barbecues

Marques longtemps propriété d'Henkel mais revendues à Héritage en 2021 : 
- Decap Four, une gamme de produits d'entretien pour le four, créée en 1958
- Minidou, une marque d'adoucissant
- Miror, une gamme de produit d'entretien d'ustensiles en métaux
- Terra, une gamme de produits d’entretien pour la maison

## Comité de direction
Les membres du comité de direction sont en 2020[réf. nécessaire] :
- Carsten Knobel : président du comité de direction[26] ;
- Marco Swoboda : Executive Vice President Finances / Achats[27] ;
- Sylvie Nicol : Executive Vice President Ressources humaines et Services généraux[28] ;
- Jan-Dirk Auris : Executive Vice President Adhesive Technologies[29] ;
- Jens-Martin Schwärzler : Executive Vice President Beauty Care[30] ;
- Bruno Piacenza : Executive Vice President Laundry & Home Care[31].

## Non-respect des normes européennes
Le 21 mai 2019, la fédération allemande pour l'environnement et la protection de la nature (Bund) révèle en utilisant les données fournies par l'agence fédérale de l'environnement allemande comme par l'Agence européenne des produits chimiques que 654 entreprises opérant en Europe ne respectent pas, entre 2014 et 2019, le protocole européen d'enregistrement, évaluation et autorisation des produits chimiques (REACH), censé protéger la santé et l'environnement des Européens. Ces entreprises, dont Henkel, emploient massivement des substances de synthèse interdites et potentiellement dangereuses,,.